# Jozef Bomba
Jozef Bomba, né le 30 mars 1939 à Bardejov et décédé le 27 octobre 2005 à Košice, est un joueur de football tchécoslovaque. Il évoluait au poste de milieu de terrain.

## Biographie

### En club
Avec le club de Brno, Jozef Bomba participe à la Coupe d'Europe des vainqueurs de coupe lors de la saison 1960-1961.

### En équipe nationale
Jozef Bomba est appelé pour la première fois en équipe nationale à l'âge de 21 ans, le 1er mai 1960, lors d'un match amical contre l'Autriche (victoire 4-0).
Il est alors réputé pour sa vitesse qui en fait un des défenseurs les plus rapides. Sa carrière est toutefois minée par des blessures récurrentes et il ne dispute que 13 rencontres internationales entre 1960 et 1970. 
Sélectionné par Rudolf Vytlačil pour disputer la Coupe du monde 1962 organisée au Chili, il n'est que remplaçant, et ne joue aucune minute lors du tournoi. Il joue toutefois trois matchs comptant pour les tours préliminaires de la Coupe du monde, lors des éditions 1962 et 1966. 
Il reçoit sa dernière sélection en équipe nationale le 7 octobre 1970 contre la Finlande, match au cours duquel il porte le brassard de capitaine.

## Palmarès
- Finaliste de la Coupe du monde 1962 avec l'équipe de Tchécoslovaquie
- Vice-champion de Tchécoslovaquie en 1965 avec le Tatran Presov et en 1971 avec le VSS Kosice
- Finaliste de la Coupe de Tchécoslovaquie en 1966 avec le Tatran Presov